# Kecamatan Jemaja
Kecamatan Jemaja är ett distrikt i Indonesien.   Det ligger i provinsen Kepulauan Riau, i den nordvästra delen av landet, 1 000 km norr om huvudstaden Jakarta. Kecamatan Jemaja ligger på ön Pulau Jemaja.